# Southwest Air Defense Sector
Southwest Air Defense Sector er en inaktiv United States Air Force-organisation. Dens sidste opgave var med First Air Force, der blev stationeret ved March Air Force Base, Californien. I januar 1995 konsoliderede Northwest Air Defence Sector med sektoren og blev til Western Air Defense Sector.